# Coturnicops exquisitus
Coturnicops exquisitus е вид птица от семейство Rallidae. Видът е световно застрашен, със статут Уязвим.

## Разпространение
Видът е разпространен в Китай, Монголия, Русия, Северна Корея, Южна Корея и Япония.